# هنري مارتين (لاعب كريكت)
هنري مارتين (16 يوليو 1877 في المملكة المتحدة - 8 أغسطس 1928 في المملكة المتحدة) (بالإنجليزية: Henry Martyn)‏ هو لاعب كريكت بريطاني (وحمل سابقاً جنسية المملكة المتحدة لبريطانيا العظمى وأيرلندا). لعب مع نادي مقاطعة سومرست للكريكت ‏ وCornwall County Cricket Club ‏ ونادي الكريكت في جامعة أكسفورد ‏.

## وصلات خارجية
- هنري مارتين على موقع إي آس بي آن كريك إنفو (الإنجليزية)